# Distretto di Dhalaa
Il distretto di Dhalaa è un distretto della provincia di Oum el-Bouaghi, in Algeria, con capoluogo Dhalaa.

## Comuni
Sono comuni del distretto:
- Dhalaa
- El Djazia